# 凤嘴堌堆遗址
凤嘴堌堆遗址，位于山东省菏泽市牡丹区农校院内，是中华人民共和国山东省文物保护单位之一。
2006年12月7日，授予山东省文物保护单位，是一座古遗址。